# Bilan par saison de la Juventus Football Club
Cet article présente le bilan par saison de la Juventus Football Club.